# Мемфис-энд-Арканзас
Мост Мемфис-энд-Арканзас (англ. Memphis & Arkansas Bridge) — консольный мост из ферм, пересекающий реку Миссисипи и соединяющий американские города Мемфис (штат Теннесси) и Уэст-Мемфис (штат Арканзас). Мост являются частью автомагистрали I-55. Жители Мемфиса зачастую называют его «Старым мостом», противопоставляя его «Новому» — мосту Эрнандо де Сото, располагающегося вверх по течению реки.
Через мост также проходят скоростные автомагистрали US 61, US 64, US 70 и US 79 из Мемфиса в Уэст-Мемфис. Западный конец автодороги штата Теннесси SR 1 располагается на середине моста Мемфис-энд-Арканзас.
Будучи построенным до введения Системы межштатных автомагистралей США, мост не отвечал её стандартам, в частности не хватало бетонного барьера, разграничивающего встречные потоки, который позднее был возведён. 